# 天卫二十二
天卫二十二（Francisco, S/2001 U 3）是环绕天王星运行的一颗卫星，于2001年8月13日发现， 2003年正式确认，其平均直径约为22公里。